# St. Andreas (Parsberg)

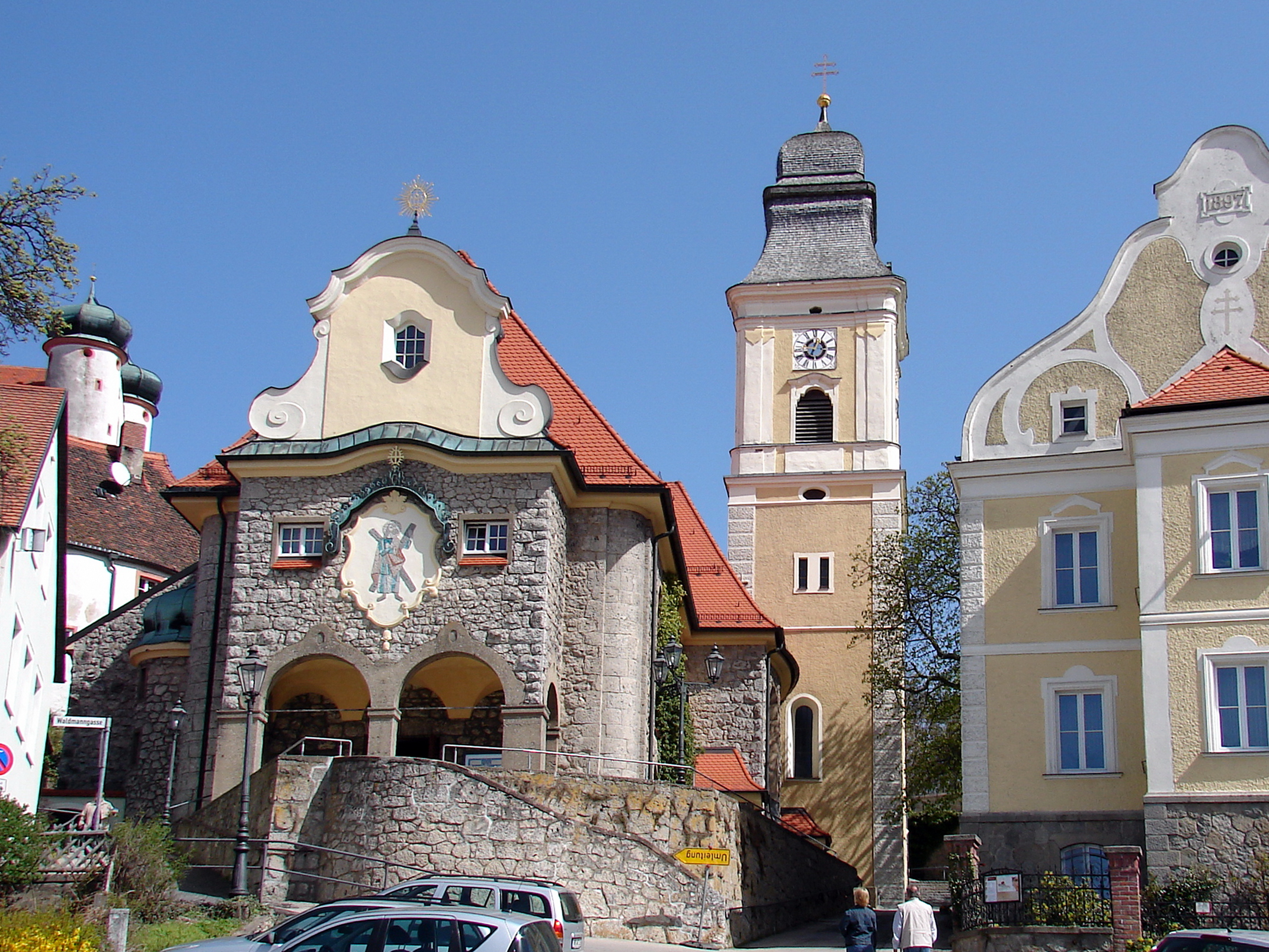
St. Andreas (Parsberg)

Die römisch-katholische, denkmalgeschützte Pfarrkirche St. Andreas steht in Parsberg, eine Stadt im Landkreis Neumarkt in der Oberpfalz. Die Kirche gehört zum Bistum Regensburg. Das Bauwerk ist unter der Denkmalnummer D-3-73-151-2 als Baudenkmal in die Bayerische Denkmalliste eingetragen.

## Beschreibung
Die heutige neobarocke Kreuzkirche wurde nach dem Abriss der alten Kirche nach einem Entwurf von Heinrich Hauberrisser aus Bossenwerk errichtet. Sie besteht aus einem Langhaus, einem Querschiff, einem eingezogenen, dreiseitig geschlossenen Chor im Osten und dem barocken Kirchturm aus den Jahren 1736 bis 1738 im südöstlichen Winkel von Querschiff und Chor. Das oberste Geschoss des Kirchturms, das durch Pilaster an den Ecken gegliedert ist, beherbergt die Turmuhr und den Glockenstuhl, in dem fünf Kirchenglocken hängen. Die Arkade im Anbau vor der Fassade im Südwesten, der zum Portal führt, ist mit einem Volutengiebel bedeckt. Zur Kirchenausstattung gehört ein Hochaltar, der von den Statuen des Jakobus und des Judas Thaddäus flankiert wird.